# Черноморский гренадерский корпус
Черноморский гренадерский корпус — пехотная часть Русской императорской армии (затем Морского ведомства), существовавшая в конце XVIII века при Черноморском галерном флоте.

## История
27 июля 1794 года Военная коллегия издала указ о формировании для Черноморского гребного флота отдельного Черноморского гренадерского корпуса «из четырех батальонов по утвержденному ныне
штату из двух приморских гренадерских полков ныне на флоте гребном состоящих».
13 ноября 1796 года корпус был передан в ведение Морского ведомства.
2 января 1798 года батальоны корпуса были переданы на формирование гарнизонных полков.

## Форма
Зеленые суконные шапки с черным околышем. Кирея с рукавами из зеленого сукна. Вычерненная портупея мушкетерского образца. В летнее время белые шаровары и короткий китель из белого полотна. Абордажные сабли с медной оправой и кожаными ножнами.

## Состав
В корпусе числилось 4 батальона, 1-й и 2-й были взяты из Днепровского полка, а 3-й и 4-й — из Николаевского. Каждому батальону были приданы две гаубицы или две 3-фунтовых пушки на колесных станках.